# Saison 2015 de l'équipe cycliste Rabo Liv Women
La Saison 2015 de l'équipe Rabo Liv Women est la onzième de la formation. La principale recrue est la spécialiste du contre-la-montre australienne Shara Gillow. Iris Slappendel, Sabrina Stultiens, Sanne van Paassen et surtout la vainqueur de la Coupe du monde 2010 Annemiek van Vleuten quittent l'équipe. L'année est marquée en premier lieu par les blessures à répétition de la championne néerlandaise et leader de l'équipe Marianne Vos, qui réalise une saison blanche. La formation reste néanmoins numéro un mondiale aussi bien au classement UCI, qu'en Coupe du monde. Anna van der Breggen remporte le Tour d'Italie et la Flèche wallonne. Elle termine la saison à la première place mondiale et est deuxième de la Coupe du monde. Lucinda Brand réalise également une bonne saison en devenant numéro dix mondial et en gagnant une étape à l'Energiewacht Tour et au Tour d'Italie. Pauline Ferrand-Prévot mène en parallèle sa saison en VTT et sur route. Elle est à la fois championne du monde de cyclo-cross et de cross-country. Combiné à sa victoire sur route en 2014, elle est la première à porter les trois maillots irisés simultanément. Sur route, elle gagne également une étape du Tour d'Italie. Enfin, la Polonaise Katarzyna Niewiadoma progresse significativement en remportant l'Euskal Emakumeen Bira.

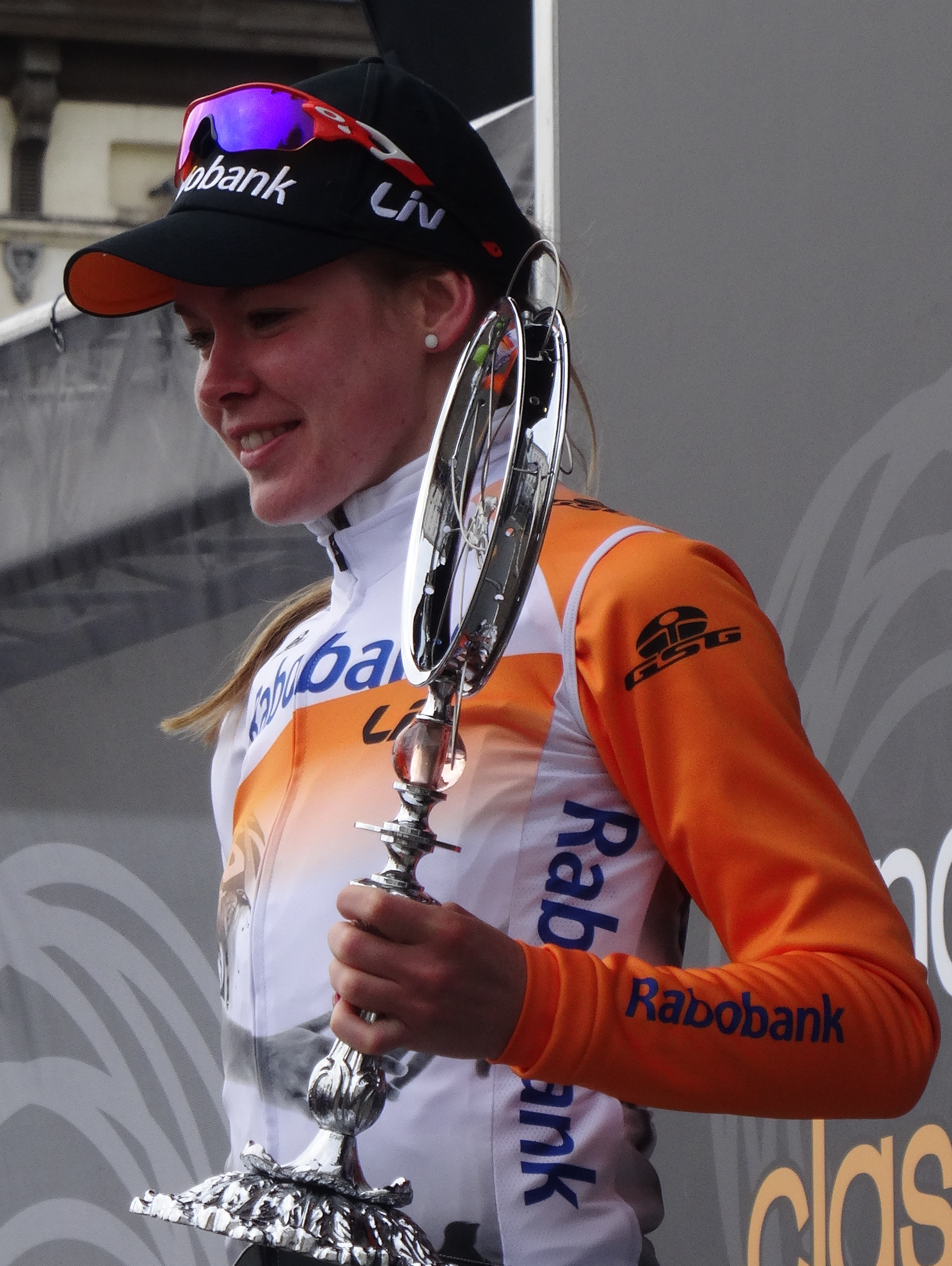
Anna van der Breggen termine la saison à la première place mondiale

## Préparation de la saison

### Partenaires et matériel de l'équipe
le partenaire principal de l'équipe est la banque néerlandaise Rabobank. Le second partenaire de l'équipe est Liv, une marque de cycles du groupe Giant. Le Jeugdsport fonds soutient également la formation. GSG livre les maillots.
Les vélos sont équipés de groupe Shimano. Giro fournit les casques, Tacx les home-trainers, Oakley les lunettes, Pro les potences, Vittoria les pneus, fi'zi:k les selles, Pioneer les compteurs. Maxim est le fournisseur de l'alimentation, Sportsbalm du matériel pour la récupération. Les autres partenaires sont : Lensnet.nl, Morganblue, Virtuoos, Edenschwartz, Volvo et Bluekens.

### Arrivées et départs

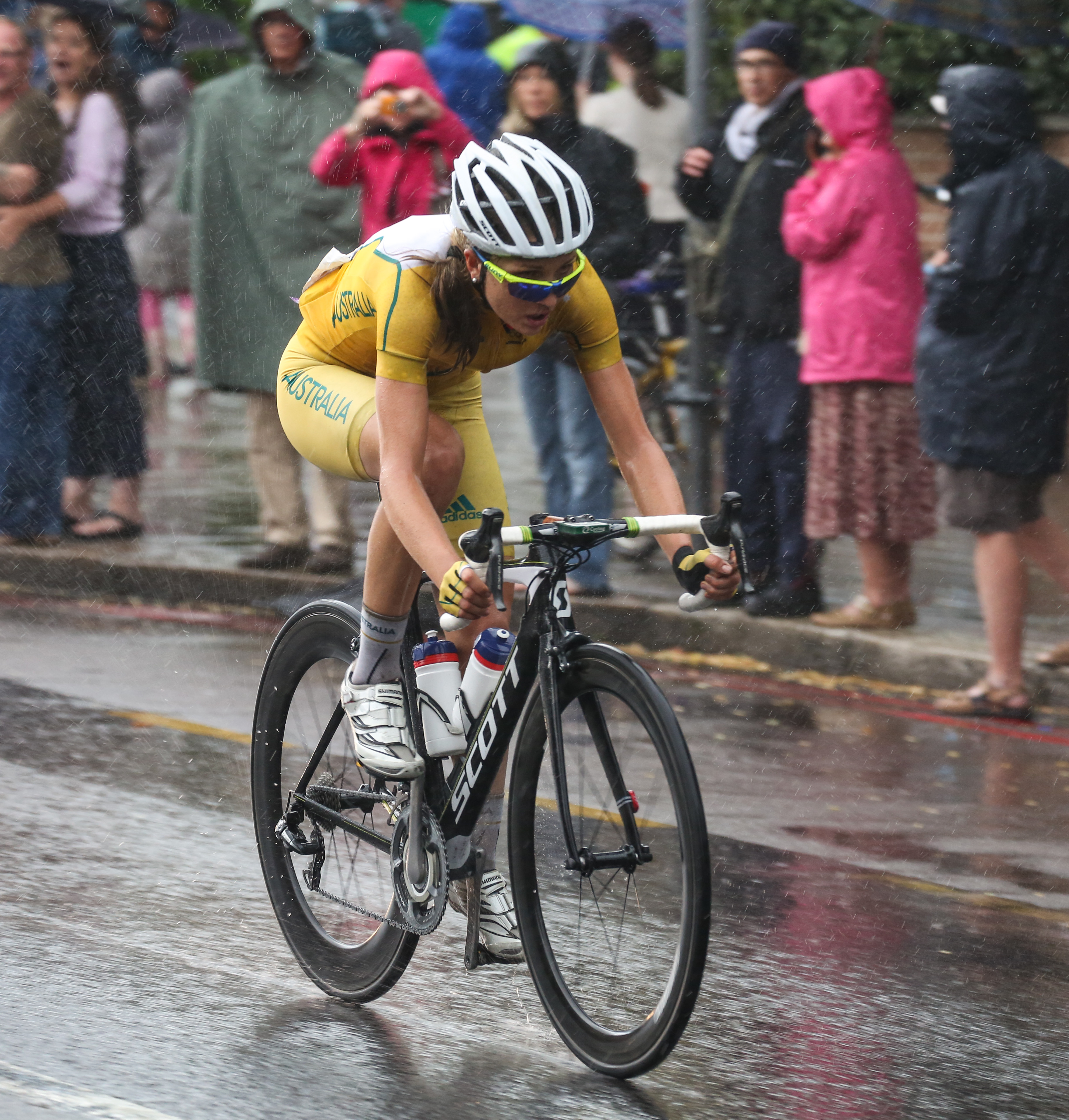
L'Australienne Shara Gillow est la principale recrue

La principale recrue de l'équipe est la spécialiste du contre-la-montre australienne Shara Gillow en provenance d'Orica-AIS. Trois coureuses néerlandaises moins expérimentées viennent compléter l'équipe : Jeanne Korevaar, Anouska Koster et Moniek Tenniglo.
Au niveau des départs, la vainqueur de la Coupe du monde 2010 et membre de la formation depuis 2009, Annemiek van Vleuten rejoint l'équipe Bigla  pour en devenir leader. Elle est accompagnée de la championne des Pays-Bas Iris Slappendel. Les spécialistes du cyclo-cross Sanne van Paassen et Sabrina Stultiens partent également. La première rejoint l'équipe Boels Dolmans, la seconde Liv-Plantur.
| Arrivées        | Équipe 2014            |
| --------------- | ---------------------- |
| Shara Gillow    | Orica-AIS              |
| Jeanne Korevaar | Jan van Arckel Ladies  |
| Anouska Koster  | Futurumshop.nl-Zannata |
| Moniek Tenniglo |                        |

| Départs              | Équipe 2015   |
| -------------------- | ------------- |
| Iris Slappendel      | Bigla         |
| Sabrina Stultiens    | Liv-Plantur   |
| Sanne van Paassen    | Boels Dolmans |
| Annemiek van Vleuten | Bigla         |

## Effectif et encadrement

### Effectif

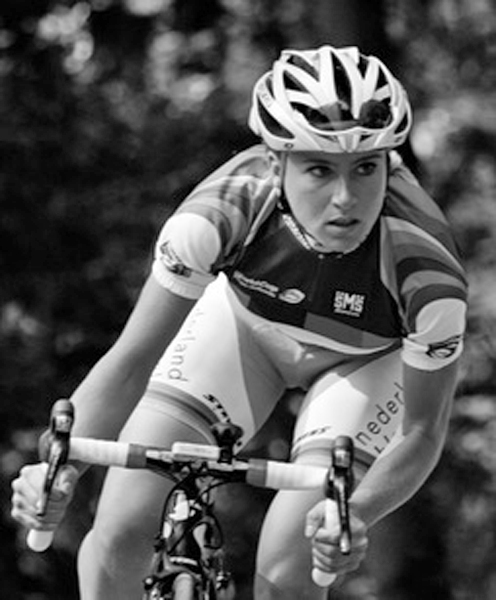
Annemiek van Vleuten quitte l'équipe

| Cycliste               | Date de naissance | Nationalité | Équipe 2014            |  |
| ---------------------- | ----------------- | ----------- | ---------------------- |  |
| Lucinda Brand          | 2 juillet 1989    | Pays-Bas    | Rabo Liv Women         |  |
| Anna van der Breggen   | 18 avril 1990     | Pays-Bas    | Rabo Liv Women         |  |
| Pauline Ferrand-Prévot | 10 février 1992   | France      | Rabo Liv Women         |  |
| Shara Gillow           | 23 décembre 1987  | Australie   | Orica-AIS              |  |
| Thalita de Jong        | 6 novembre 1993   | Pays-Bas    | Rabo Liv Women         |  |
| Anna Knauer            | 20 février 1995   | Allemagne   | Rabo Liv Women         |  |
| Roxane Knetemann       | 1er avril 1987    | Pays-Bas    | Rabo Liv Women         |  |
| Jeanne Korevaar        | 24 septembre 1996 | Pays-Bas    | Jan van Arckel Ladies  |  |
| Anouska Koster         | 20 août 1993      | Pays-Bas    | Futurumshop.nl-Zannata |  |
| Katarzyna Niewiadoma   | 29 septembre 1994 | Pologne     | Rabo Liv Women         |  |
| Moniek Tenniglo        | 2 mai 1988        | Pays-Bas    |                        |  |
| Marianne Vos           | 13 mai 1987       | Pays-Bas    | Rabo Liv Women         |  |

### Encadrement
Koos Moerenhout est le directeur de l'équipe. Eric Van den Boom est gérant. Sierk Jan de Haan devient directeur sportif adjoint.

## Déroulement de la saison

### Janvier

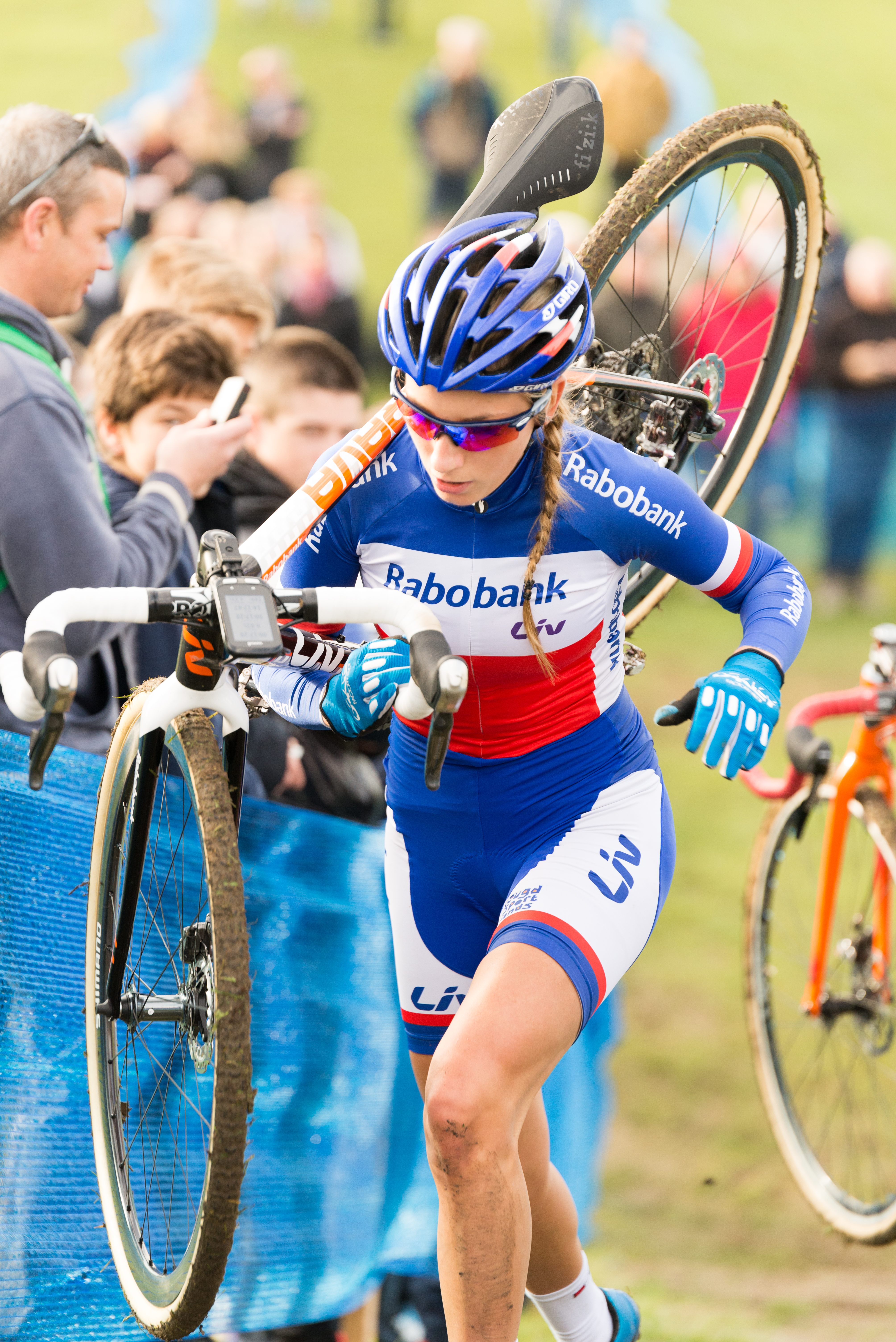
Pauline Ferrand-Prévot devient championne du monde de cyclo-cross

Après avoir réalisé son premier podium en Coupe du monde de cyclo-cross, Pauline Ferrand-Prévot devient pour la deuxième année consécutive championne de France de cyclo-cross. Le même jour, Marianne Vos conserve également son titre national. À une semaine des mondiaux, la Française décroche un nouveau podium lors de la manche finale de la Coupe du monde à Hoogerheide. Le 31 janvier, elle décroche le titre mondial en cyclo-cross. Elle s'impose au sprint devant la Belge Sanne Cant. Sa coéquipière en équipe de marque Marianne Vos, septuple championne du monde de la spécialité, complète le podium.

### Février-Mars

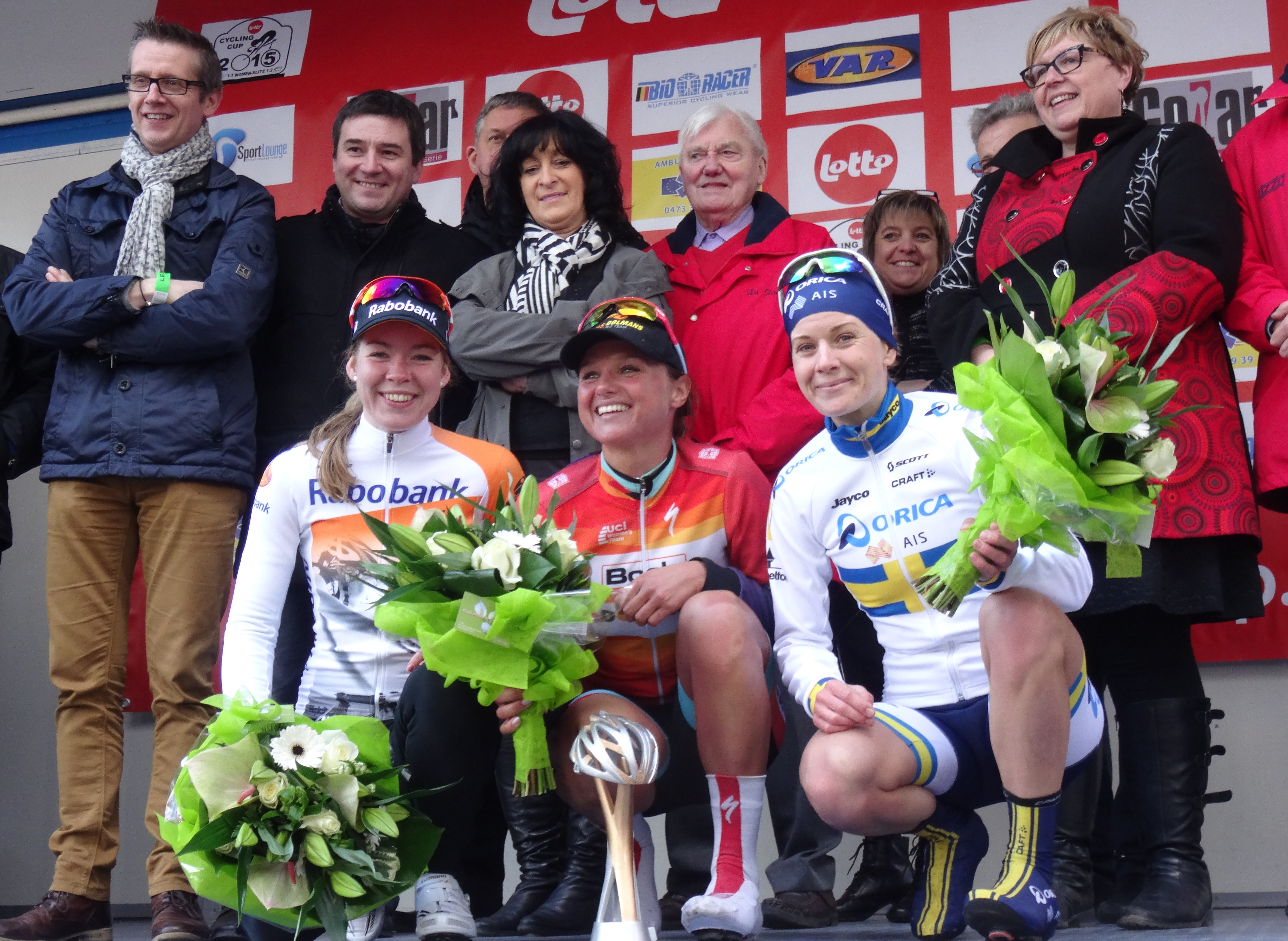
Podium de l'édition 2015 du Samyn des Dames : Anna van der Breggen (2e), Chantal Blaak (1re) et Emma Johansson (3e).

Lors de la première classique de printemps, le Circuit Het Nieuwsblad, Anna van der Breggen s'échappe dans le Molenberg avec Ellen van Dijk du groupe de tête constitué de quinze coureuses. Elles courent ensemble les trente derniers kilomètres et se disputent la victoire au sprint, dans lequel van der Breggen se montre la plus rapide.
Durant la semaine qui suit, Anna van der Breggen participe au Samyn des Dames. Elle y part en échappée dans le dernier tour avec Emma Johansson et Chloe Hosking notamment et compte jusqu'à une minute dix d'avance. Finalement, elles sont reprises. Elle prend la deuxième place du sprint massif. Aux Strade Bianche, un groupe de leaders se détache au bout de 58 km, puis se scinde en deux dans les derniers secteurs en terre. Les cinq coureuses à l'avant sont : Megan Guarnier, Elizabeth Armitstead, Elisa Longo Borghini, Ashleigh Moolman-Pasio et Anna van der Breggen. Profitant de la supériorité numérique de son équipe, l'Américaine attaque dans le final et s'impose en solitaire. Anna van der Breggen termine cinquième. Au Tour de Drenthe, Lucinda Brand se classe quatrième. Au Trofeo Alfredo Binda-Comune di Cittiglio, Pauline Ferrand-Prévot se classe deuxième au sprint et Anna van der Breggen troisième derrière Elizabeth Armitstead.

### Avril

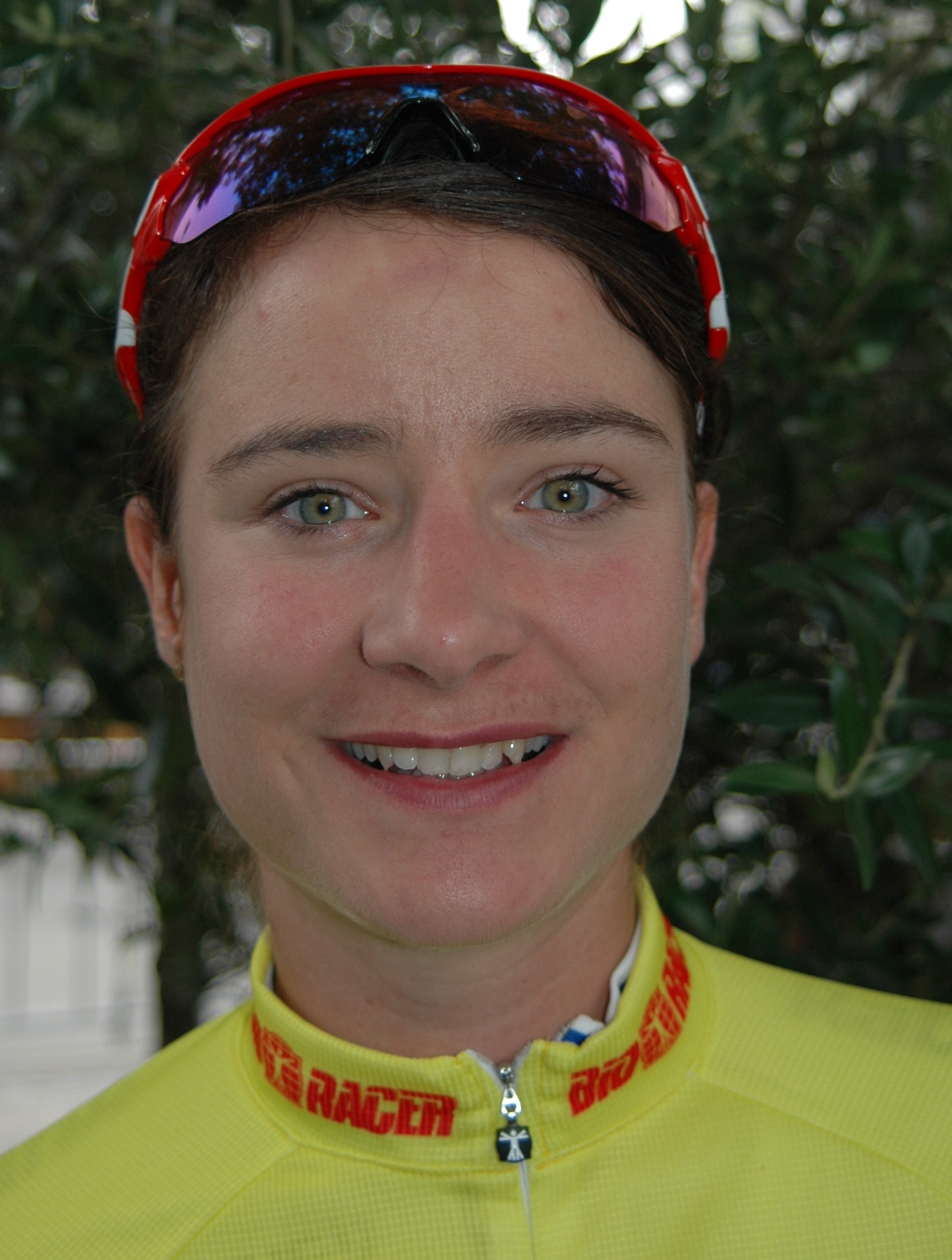
Marianne Vos fait sa reprise en avril et se casse une côte la semaine suivante

Au Tour des Flandres, Anna van der Breggen termine deuxième du sprint du groupe de poursuivants derrière Elisa Longo Borghini. Pauline Ferrand-Prévot est septième. À l'Energiewacht Tour, Anna van der Breggen s'impose dans le prologue. Lucinda Brand est quatrième du sprint de la première étape. Rabo Liv Women est troisième du contre-la-montre par équipes à trente secondes de Velocio-SRAM. Lucinda Brand remporte l'étape suivante au sprint, puis se classe deuxième le lendemain. Dans la quatrième et dernière étape, Anna van der Breggen réalise les trente derniers kilomètres seule pour s'imposer avec plus d'une minute d'avance. Gênée par des pépins physiques en début d'année, Marianne Vos ne commence sa saison sur route qu'au Ronde van Gelderland où elle se classe sixième. Elle se brise toutefois une côte en reconnaissant un circuit VTT le 29 avril. À la Flèche wallonne, l'équipe se trouve en position idéale à vingt-cinq kilomètres de l'arrivée avec Roxane Knetemann échappée accompagnée de Annemiek van Vleuten et la supériorité numérique dans le groupe de tête. Anna van Breggen attaque dans la côte de Cherave à cinq kilomètres de l'arrivée pour rejoindre les échappées. Elle les distance dans le mur de Huy et gagne l'épreuve de Coupe du monde. Katarzyna Niewiadoma est cinquième, Roxane Knetemann septième et Pauline Ferrand-Prévot huitième.

### Mai-juin
Au Festival luxembourgeois du cyclisme féminin Elsy Jacobs, Anna van der Breggen remporte le contre-la-montre inaugural. Lucinda Brand en est quatrième, Pauline Ferrand-Prévot cinquième. Van der Breggen conserve le maillot de leader jusqu'au bout de l'épreuve. Lucinda Brand termine troisième et Pauline Ferrand-Prévot cinquième.
Sur la Durango-Durango Emakumeen Saria, Katarzyna Niewiadoma part avec Emma Johansson dans la dernière ascension et termine deuxième. À l'Emakumeen Bira qui suit, Anna van der Breggen termine troisième du prologue. Le lendemain, une échappée de leader part rapidement avec Emma Johansson, Ashleigh Moolman, Katarzyna Niewiadoma, Tetiana Riabchenko et Anna Sanchis. Les quatre premières se disputent la victoire au sprint. Niewiadoma est quatrième mais s'empare du maillot de leader du classement général. Elle est quatrième le lendemain, van der Breggen septième. Sur la dernière étape, Niewiadoma attaque à plusieurs reprises ce qui permet d'opérer une sélection. Au sprint, elle est battue de nouveau par Emma Johansson mais s'assure la victoire finale. Anna van der Breggen est huitième de l'épreuve,. Au même moment, Anouska Koster remporte le Grand Prix de Gippingen, Thalita de Jong est troisième.
Sur les championnats nationaux, Pauline Ferrand-Prévot est troisième du contre-la-montre en France, mais remporte largement l'épreuve en ligne. Aux Pays-Bas, Anna van der Breggen gagne le contre-la-montre tandis que Lucinda Brand s'impose sur la course en ligne.

### Juillet

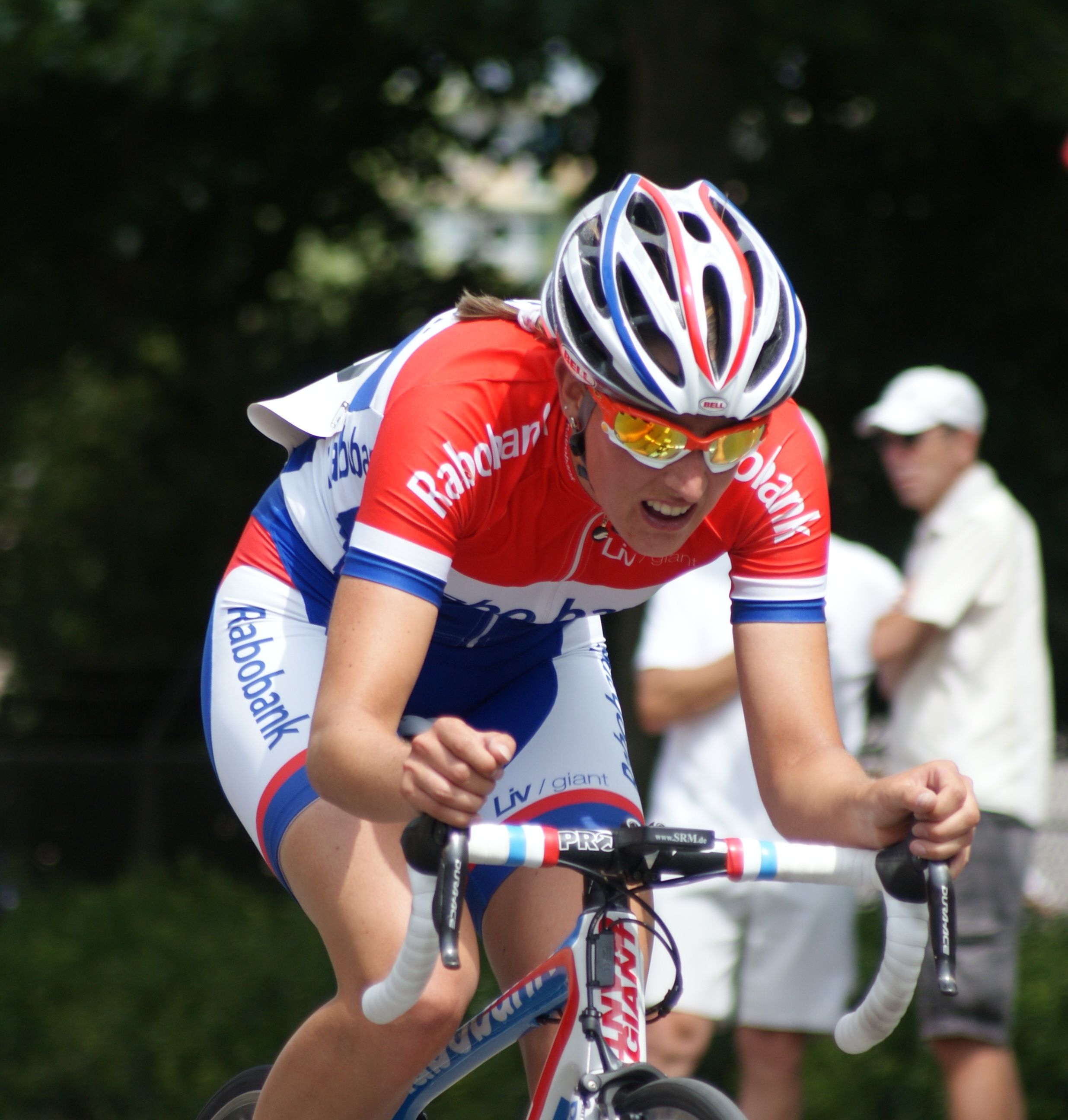
Lucinda Brand gagne deux étapes du Tour d'Italie

L'équipe obtient de très bons résultats au Tour d'Italie. Dans le prologue, Lucinda Brand est deuxième, Roxane Knetemann troisième et Anna van der Breggen quatrième toutes devancées par Annemiek van Vleuten. Lucinda Brand se classe deuxième au sprint de la première étape derrière Barbara Guarischi mais prend la tête du classement général et par points. Sur la deuxième étape, une échappée de leaders constituée de Elisa Longo Borghini, Mara Abbott, Katarzyna Niewadoma, Anna Van der Breggen, Karol-Ann Canuel, Ashleigh Moolman-Pasio, Evelyn Stevens et Megan Guarnier se dispute la victoire. La championne des États-Unis se montre la plus rapide en devançant de peu la Néerlandaise. Au classement général, Megan Guarnier a deux secondes d'avance sur van der Breggen. Lucinda Brand accompagne la bonne échappée sur l'étape suivante et s'impose au sprint. Sur la cinquième étape, alors que le peloton est encore groupé dans l'ascension finale, Pauline Ferrand-Prévot attaque à deux kilomètres de l'arrivée pour gagner seule. Anna van der Breggen termine troisième de l'étape. Elle est quatrième le lendemain. Lors de la septième étape qui comporte plusieurs cols, Lucinda Brand mène au bout une longue échappée solitaire. Derrière, malgré des tentatives d'attaques, les favorites du classement général ne se départagent pas. Anna van der Breggen gagne le contre-la-montre très vallonné du lendemain avec plus d'un minute de marge sur ses concurrentes. Celui lui permet de prendre la tête du classement général avec quarante-six secondes d'avance. Katarzyna Niewiadoma est cinquième de l'étape. La Néerlandaise termine deuxième de la dernière étape derrière Mara Abbott et conserve le maillot rose. Katarzyna Niewiadoma est cinquième et meilleure jeune, Pauline Ferrand-Prévot sixième et Shara Gillow dixième.
Fin juillet, Marianne Vos annonce mettre un terme à sa saison sur route, car elle n'est pas encore rétablie de sa fracture de côte et estime son niveau insuffisant pour reprendre l'entraînement. Anna van der Breggen remporte La Course by Le Tour de France en s'échappant seule à six kilomètres de la ligne.

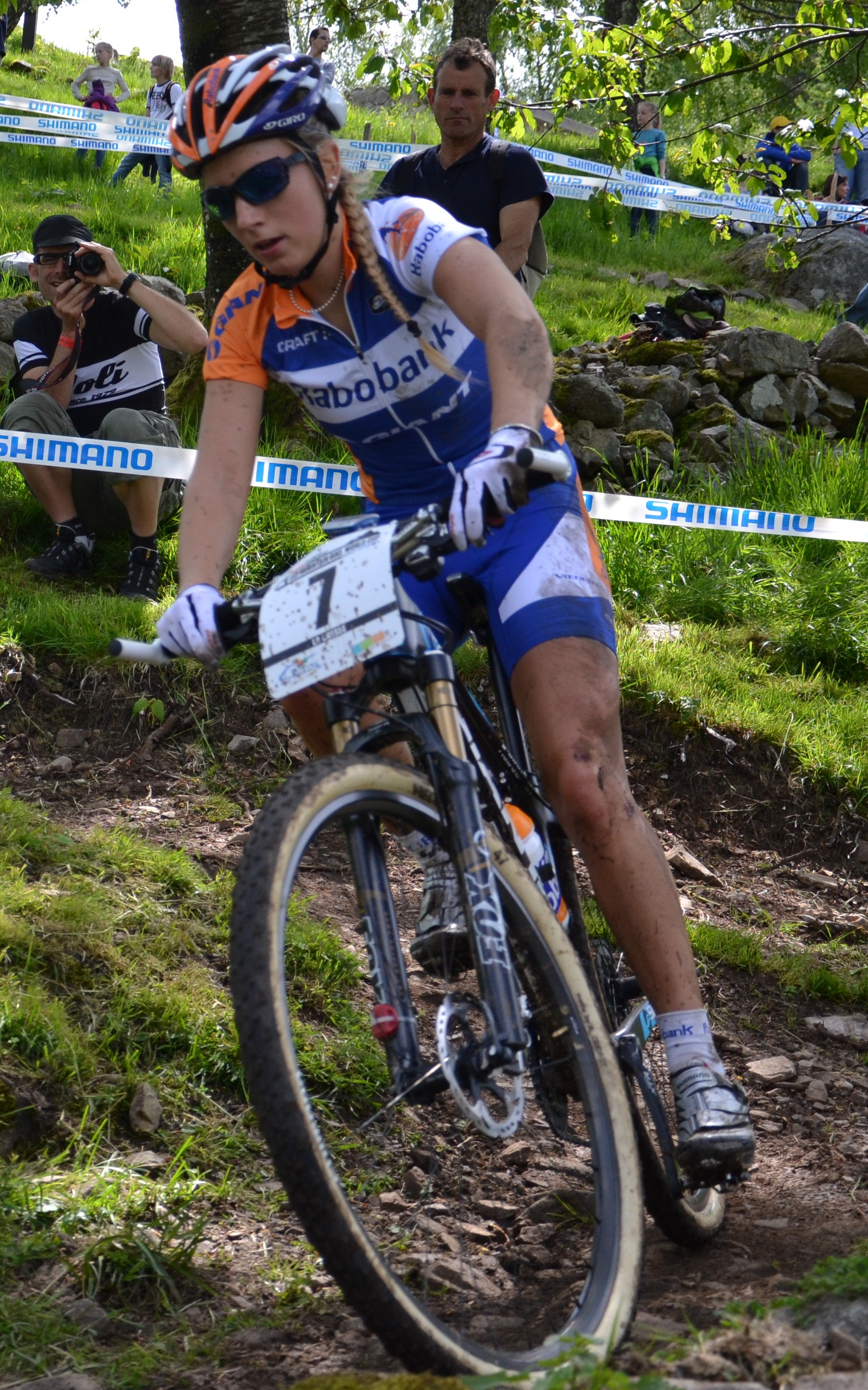
Pauline Ferrand-Prévot remporte deux titres de championne de VTT

Sur la Coupe du monde de VTT de Mont-Sainte-Anne, Pauline Ferrant-Prévot termine troisième après un départ en lointaine position. Ses temps au tour sont comparables à ceux de la vainqueur Jolanda Neff. Elle s'impose ensuite sur la manche de Windham avec plus d'une minute d'avance. Elle accélère dans les parties ascendantes pour pouvoir gérer les parties techniques.

### Août
Début août, Lucinda Brand est deuxième du sprint pour la victoire au Tour de Bochum. Le groupe se disputant la victoire est réduit à vingt unités. À l'Erondegemse Pijl, Thalita de Jong s'échappe dans le dernier tour avec Élise Delzenne. Elle distance cette dernière pour s'imposer seule.
Fin août, la formation remporte le contre-la-montre par équipes de l'Open de Suède Vårgårda, comptant pour la Coupe du Monde, et met ainsi fin au règne de l'équipe Velocio-SRAM sur l'épreuve. L'équipe au départ est composée de : Lucinda Brand, Thalita de Jong, Shara Gillow, Katarzyna Niewiadoma, Moniek Tenniglo et Anna van der Breggen. Sur la course en ligne, Anna van der Breggen reste dans le groupe de tête et suit les attaques des autres candidates à la victoire finale en Coupe du monde que son Lizzie Armitstead et Elisa Longo Borghini. Lucinda Brand est quatrième. Anna van der Breggen se classe finalement cinquième et prend de précieux points avant la dernière manche de Plouay. Celle-ci a lieu une semaine plus tard, Anna van der Breggen marque Lizzie Armitstead et la reprend quand elle place une accélération à un tour de l'arrivée dans la côte de Ty Marrec. Dans le dernier kilomètre, la Néerlandaise commet une erreur tactique en allant chercher une attaque. Elle termine sixième du sprint, alors que Lizzie Armitstead remporte la course. Pauline Ferrand-Prévot se classe troisième. Anna van der Breggen est donc deuxième de la Coupe du monde. L'équipe remporte le classement final de la compétition, tandis que Katarzyna Niewiadoma est la meilleure jeune.

### Septembre
Aux mondiaux de VTT, Pauline Ferrand-Prévot conserve son titre de championne du monde du relais mixte (avec Jordan Sarrou, Antoine Philipp et Victor Koretzky), puis devient championne du monde de cross-country avec une minute d'avance, après avoir dominée toute la course. À 23 ans, elle détient donc simultanément le maillot arc-en-ciel de championne du monde sur route, de cyclo-cross et de VTT, une première dans l'histoire du cyclisme.
En septembre, à l'Holland Ladies Tour, Lucinda Brand est troisième de l'emballage final de la première étape, puis deuxième de celui de la deuxième étape, à chaque fois battue par Jolien D'Hoore. Elle est quatrième de l'étape suivante, surtout elle réalise le quatrième temps lors du contre-la-montre. Elle est alors deuxième du classement général, une seconde derrière Lisa Brennauer. Lucinda Brand finit sixième de la cinquième étape. Dans la dernière étape, elle joue son va-tout en accélérant dans la montée du Cauberg juste avant l'arrivée. Elle ne parvient cependant pas à s'imposer. Thalita de Jong attaque dans les derniers mètres et franchit seule la ligne. Lucinda Brand est quatrième de l'étape et deuxième du classement général de l'épreuve. Elle remporte le classement par points. Au Tour de Belgique, Anna van der Breggen remporte la dernière étape à Grammont au sprint après avoir tenté de s'échapper à plusieurs reprises. Elle obtient ainsi la troisième place du classement général, Katarzyna Niewiadoma est cinquième.
Aux championnats du monde, la formation termine troisième du contre-la-montre par équipes. La composition de l'équipe est : Lucinda Brand, Thalita de Jong, Shara Gillow, Roxane Knetemann, Katarzyna Niewiadoma et Anna van der Breggen. Sur les épreuves individuelles, cette dernière obtient la médaille d'argent à la fois en contre-la-montre et sur la course en ligne. Pauline Ferrand-Prévot et Katarzyna Niewiadoma finissent sixième et septième de cette course.

## Bilan de la saison

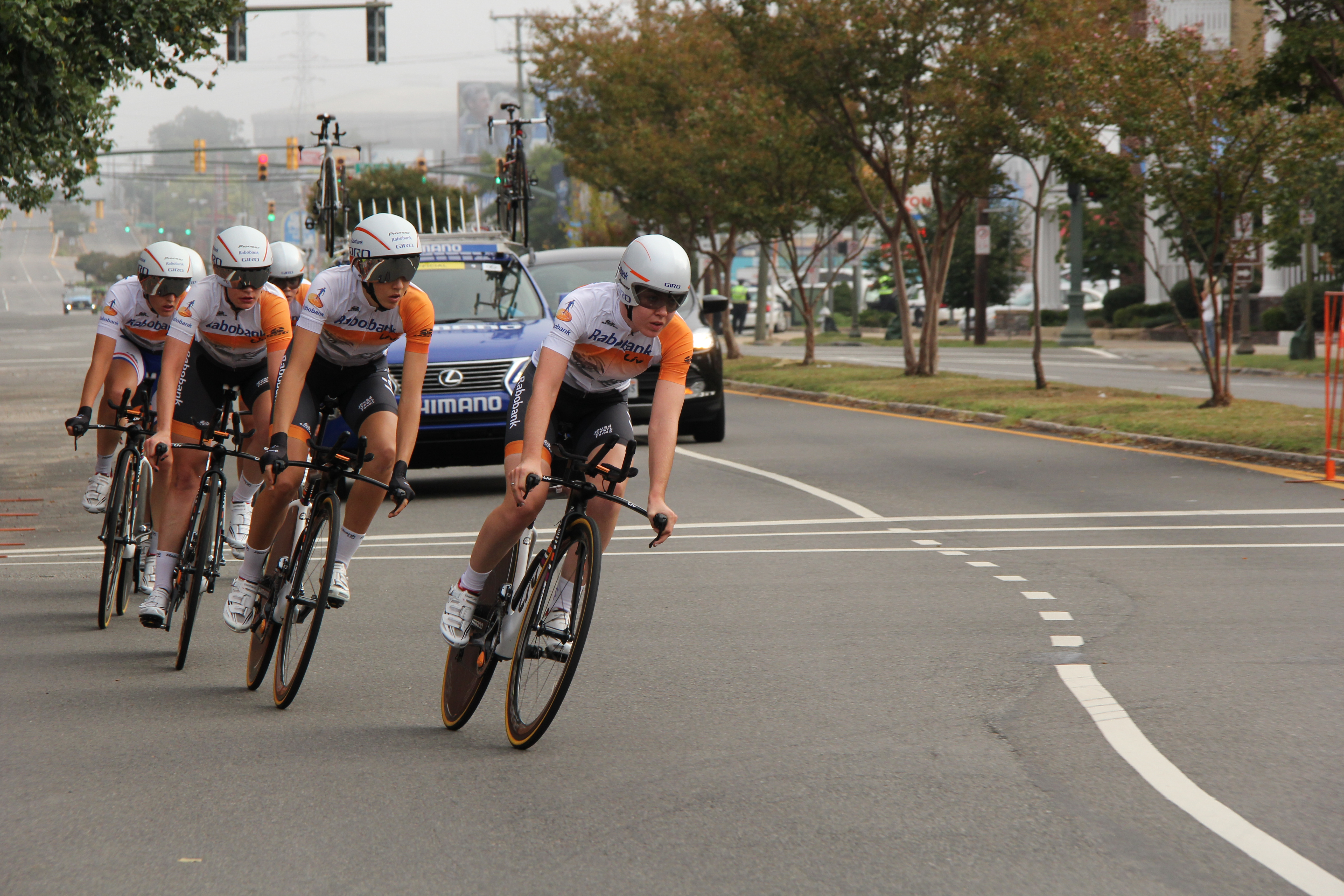
Rabo-Liv Women lors des championnats du monde de contre-la-montre par équipes

Malgré la blessure de Marianne Vos, qui avait rapporté vingt-et-une des quatre-vingt-huit victoires de la formation en 2014, l'équipe réussit globalement sa saison 2015. Elle remporte vingt-quatre bouquets et reste la meilleure équipe mondiale alors que la concurrence des équipes Boels Dolmans et Wiggle Honda s'est fait particulièrement sentir. Elle conserve également la première place mondiale en individuelle par l'intermédiaire d'Anna van der Breggen. La victoire de la Néerlandaise sur le Tour d'Italie et à la Flèche wallonne sont les faits marquants de sa saison. Lucinda Brand réalise également une bonne saison en devenant numéro dix mondial et en gagnant une étape à l'Energiewacht Tour et au Tour d'Italie. Pauline-Ferrand Prévot mène en parallèle sa saison en VTT et sur route. Elle est à la fois championne du monde de cyclo-cross et de cross-country. Combiné à sa victoire sur route en 2014, elle est la première à porter les trois maillots irisés simultanément. Sur route, elle gagne également une étape du Tour d'Italie. Enfin, la Polonaise Katarzyna Niewiadoma progresse significativement en remportant l'Euskal Emakumeen Bira. Pour le site le dérailleur, les victoires importantes sur route sont revenues à l'équipe Boels Dolmans, la saison est une année de passation de pouvoir entre les deux formations.

### Victoires

#### Sur route
| Date         | Course                                                               | Pays       | Classe | Vainqueur              |
| ------------ | -------------------------------------------------------------------- | ---------- | ------ | ---------------------- |
| 8 janvier    | Championnat d'Australie du contre-la-montre                          | Australie  | CN     | Shara Gillow           |
| 28 février   | Circuit Het Nieuwsblad                                               | Belgique   | 1.2    | Anna van der Breggen   |
| 8 avril      | Prologue de l'Energiewacht Tour                                      | Pays-Bas   | 2.2    | Anna van der Breggen   |
| 10 avril     | 2e étape secteur b de l'Energiewacht Tour                            | Pays-Bas   | 2.2    | Lucinda Brand          |
| 12 avril     | 4e étape de l'Energiewacht Tour                                      | Pays-Bas   | 2.2    | Anna van der Breggen   |
| 22 avril     | Flèche wallonne                                                      | Belgique   | CDM    | Anna van der Breggen   |
| 1er mai      | 1re étape du Festival luxembourgeois du cyclisme féminin Elsy Jacobs | Luxembourg | 2.1    | Anna van der Breggen   |
| 3 mai        | Festival luxembourgeois du cyclisme féminin Elsy Jacobs              | Luxembourg | 2.1    | Anna van der Breggen   |
| 14 juin      | Emakumeen Euskal Bira                                                | Espagne    | 2.1    | Katarzyna Niewiadoma   |
| 24 juin      | Championnats des Pays-Bas du contre-la-montre                        | Pays-Bas   | CN     | Anna van der Breggen   |
| 27 juin      | Championnats des Pays-Bas sur route                                  | Pays-Bas   | CN     | Lucinda Brand          |
| 27 juin      | Championnats de France sur route                                     | France     | CN     | Pauline Ferrand-Prévot |
| 6 juillet    | 3e étape du Tour d'Italie                                            | Italie     | 2.1    | Lucinda Brand          |
| 8 juillet    | 5e étape du Tour d'Italie                                            | Italie     | 2.1    | Pauline Ferrand-Prévot |
| 10 juillet   | 7e étape du Tour d'Italie                                            | Italie     | 2.1    | Lucinda Brand          |
| 11 juillet   | 8e étape du Tour d'Italie                                            | Italie     | 2.1    | Anna van der Breggen   |
| 12 juillet   | Tour d'Italie                                                        | Italie     | 2.1    | Anna van der Breggen   |
| 26 juillet   | La course by Le Tour de France                                       | France     | 1.1    | Anna van der Breggen   |
| 1er août     | Erondegemse Pijl                                                     | Belgique   | 1.2    | Thalita de Jong        |
| 22 août      | Contre-la-montre par équipes de Vårgårda                             | Suède      | CDM    | Rabo Liv Women         |
| 6 septembre  | 6e étape du Boels Ladies Tour                                        | Pays-Bas   | 2.1    | Thalita de Jong        |
| 11 septembre | 4e étape du Tour de Belgique                                         | Belgique   | 2.2    | Anna van der Breggen   |

#### Sur piste
| Date    | Course                                        | Pays      | Classe | Vainqueur   |
| ------- | --------------------------------------------- | --------- | ------ | ----------- |
| 13 juin | Championnats d'Allemagne de course aux points | Allemagne | CN     | Anna Knauer |

#### En cyclo-cross
| Date        | Course                                       | Pays       | Classe | Vainqueur              |
| ----------- | -------------------------------------------- | ---------- | ------ | ---------------------- |
| 2 janvier   | Surhuisterveen                               | Pays-Bas   | C2     | Marianne Vos           |
| 11 janvier  | Championnats des Pays-Bas de cyclo-cross     | Pays-Bas   | CN     | Marianne Vos           |
| 11 janvier  | Championnats de France de cyclo-cross        | France     | CN     | Pauline Ferrand-Prévot |
| 31 janvier  | Championnats du monde de cyclo-cross         | Tchéquie   | CM     | Pauline Ferrand-Prévot |
| 15 octobre  | Kermiscross, Ardooie                         | Belgique   | C2     | Thalita de Jong        |
| 25 octobre  | Grand-Prix de la Commune de Contern, Contern | Luxembourg | C2     | Thalita de Jong        |
| 30 décembre | Versluys Cyclocross, Bredene                 | Belgique   | C2     | Thalita de Jong        |

#### En VTT
| Date        | Course                                          | Pays       | Classe | Vainqueur              |
| ----------- | ----------------------------------------------- | ---------- | ------ | ---------------------- |
| 6 avril     | Nieuwkuijk                                      | Pays-Bas   | 2      | Marianne Vos           |
| 19 avril    | Saint-Pompon                                    | France     | 1      | Pauline Ferrand-Prévot |
| 10 mai      | Plœuc                                           | France     | 1      | Pauline Ferrand-Prévot |
| 18 juillet  | Championnats de France de VTT                   | France     | CN     | Pauline Ferrand-Prévot |
| 9 août      | Windham                                         | États-Unis | CDM    | Pauline Ferrand-Prévot |
| 2 septembre | Championnats du monde de relais par équipes VTT | Andorre    | CM     | Pauline Ferrand-Prévot |
| 5 septembre | Championnats du monde de VTT cross-country      | Andorre    | CM     | Pauline Ferrand-Prévot |

### Résultats sur les courses majeures

#### Coupe du monde
| Date     | #  | Course                                   | Meilleure classée      | Classement |
| -------- | -- | ---------------------------------------- | ---------------------- | ---------- |
| 14 mars  | 1  | Tour de Drenthe                          | Lucinda Brand          | 4e         |
| 29 mars  | 2  | Trofeo Alfredo Binda-Comune di Cittiglio | Pauline Ferrand-Prévot | 2e         |
| 5 avril  | 3  | Tour des Flandres                        | Anna van der Breggen   | 3e         |
| 22 avril | 4  | Flèche wallonne                          | Anna van der Breggen   | Vainqueur  |
| 17 mai   | 5  | Tour de l'île de Chongming               | -                      | -          |
| 7 juin   | 6  | Philadelphia Cycling Classic             | -                      | -          |
| 2 août   | 7  | Tour de Bochum                           | Lucinda Brand          | 2e         |
| 21 août  | 8  | Open de Suède Vårgårda TTT               | Rabo Liv Women         | Vainqueur  |
| 23 août  | 9  | Open de Suède Vårgårda                   | Lucinda Brand          | 4e         |
| 29 août  | 10 | GP de Plouay-Bretagne                    | Pauline Ferrand-Prévot | 3e         |

Anna van der Breggen termine deuxième de la Coupe du monde, Lucinda Brand est cinquième, Pauline Ferrand-Prévot sixième. La formation remporte le classement par équipes.

#### Grand tour
| Grand tour            | Tour d'Italie              |
| --------------------- | -------------------------- |
| Coureuse (classement) | Anna van der Breggen (1re) |
| Accessits             | 4 victoires d'étapes       |

## Classement UCI
| Rang | Coureuse               | Points  |
| ---- | ---------------------- | ------- |
| 1    | Anna van der Breggen   | 1257,75 |
| 10   | Lucinda Brand          | 648,75  |
| 12   | Katarzyna Niewiadoma   | 607     |
| 18   | Pauline Ferrand-Prévot | 467     |
| 43   | Thalita de Jong        | 191     |
| 55   | Anouska Koster         | 147,75  |
| 65   | Roxane Knetemann       | 129,75  |
| 107  | Shara Gillow           | 67      |
| 113  | Anna Knauer            | 63,75   |
| 155  | Marianne Vos           | 38      |
| 329  | Jeanne Korevaar        | 10      |
| 548  | Moniek Tenniglo        | 3       |

Rabo Liv Women est première au classement par équipes mondial. Par ailleurs, Pauline Ferrand-Prévot est quatorzième mondiale en cross-country.